# Phegopteris polystichops
Phegopteris polystichops là một loài dương xỉ trong họ Thelypteridaceae. Loài này được Wawra mô tả khoa học đầu tiên năm 1866.
Danh pháp khoa học của loài này chưa được làm sáng tỏ. 